# Раббель II Сотер
Раббель II Сотер — останній цар Набатеї з 70/71 по 106 роки, син царя Маліку II і цариці Шукайлат II. Намагався відродити першість набатейских релігійних культів та, ймовірно, прагнув до звільнення країни від римського панування. Після смерті або повалення Раббеля II Набатейське царство було включене в римську провінцію Аравія Петреа.

## Походження і початок правління
Раббель II був сином набатейського царя Маліку II, сина Арети IV Филодема, і цариці Шукайлат II; він успадкував набатейський престол після батька в 70/71 році. Оскільки до початку свого правління Раббель, судячи з усього, ще не досяг повноліття, його мати Шукайлат перший час виконувала функції регента (на монетах Раббеля II цар зображувався разом зі своєю матір'ю) .

## Правління
Про внутрішню політику цього останнього набатейського царя відомо вкрай мало. Ймовірно, він переніс свою столицю з Петри до Бусри. Причиною цього кроку могло бути прагнення Раббеля позбутися необхідності погоджувати свої рішення з демократичними органами влади, що функціонували в Петрі, а також бажання поставити під жорсткіший контроль торгові шляхи, що вели через Зайордання в Сирію. Завдяки збереженим джерелам (написи RES, 83, 1434; документ № 2 з архіву Бабат) до нас дійшла титулатура Раббеля II: «Той, хто оживив і врятував (або „звільнив“) свій народ» (dy 'ḥyy wšyzb' mh). Очевидна близькість цього титулу до грецького «Сотер» (дав.-гр. Σωτήρ) — «рятівник». Як вважає ізраїльський археолог Авраам Негев, використання подібних епітетів пов'язано з тим, що Раббелю II вдалося відновити свою владу в Південній Палестині і відновити там зруйновані набатейські міста.
З часів Раббеля II, ймовірно, поновилося й храмове будівництво. Французький археолог Жан Старкі на підставі аналізу архітектурних особливостей будівлі ефеської бібліотеки Цельса і набатейського храму Ад-Дейр датував зведення останнього кінцем правління Раббеля II Сотера .
Імовірно, в правління Раббеля II Сотера мав місце певний національний підйом, кінцева мета якого полягала у звільненні від римського панування. Сам цар, ймовірно, сприяв цьому процесу, захищаючи розвиток національної культури і прагнучи зміцнити релігійну ідентичність набатейців, виводячи на перший план давній арабський пантеон на чолі з Душара-А'ррой і «відсуваючи» набувший популярності еллінізований культ Ба'алшаміна-Зевса, центром якого була Бусра. Настільки сильне прагнення Набатеї до незалежності викликало невдоволення імператора Траяна і стало приводом для ліквідації набатейської державності в 106 році .
У джерелах не збереглося відомостей про обставини анексії римлянами Набатейського царства і включення його території до складу нової провінції Аравія Петреа. Виявлений у Аль-Хіджрі (давнє набатейське місто Хегра) напис про зведення вівтаря (масгіди) А'рре датовано першим роком правління невизначеного царя на ім'я Маліку, дала підстави для припущень, що поваленому або померлому Раббелю II наслідував цар Маліку III, який очолив недовгий опір Риму на частині території Набатеї з центром у Хегрі . Проте, така інтерпретація не є загальновизнаною.

## Родина
Письмові джерела, які дійшли до нас, зберегли деякі відомості щодо родини та найближчих родичів Раббеля II. Це пов'язано з традицією датувати тексти не тільки роками правління самого царя, а й часом життя представників його родини. Наприклад, документ № 2 з архіву Бабати датований часом життя «Ободата, сина Раббеля-царя, царя набатеїв, який оживив і врятував свій народ, і Гамалат, і Гагра, його сестер, цариць набатеїв, дочок Маник (Маліку)-цар, царя набатеїв, сина Арети, царя набатеїв, полюбив свій народ». Напис «RES, 1434» повідомляє, що вона створена «за життя Раббеля-царя, який оживив і врятував свій народ, і за життя Гамалат і Гагра, його сестер, цариць набатеїв, дочок Маліку-царя, царя набатеїв, сина Арети, царя набатеїв, полюбив свій народ, і за життя Кашмен, сина Ша'удат, сестри його, цариці набатеїв». На своїх монетах Раббель II зображувався не тільки зі своєю матір'ю Шукайлат II, але і з Гамалат (Гамілат) (з 76 року), а потім ще й з Гагра (Гагар) (зі 103 року) .
З цих та інших джерел виходить, що Раббель II був сином набатейського царя Маліку II, сина царя Арети IV Філодемоса. По батькові Раббель мав сестер - Гамалат (Гамілат) і Гагра (Гагар), що носили титул «цариць набатеїв» й, імовірно, вважалися його дружинами (принаймні, Гамалат була його рідною сестрою — по батькові та по матері). Крім них, Раббель мав ще третю головну дружину, ім'я якої не збереглося, і двох молодших дружин на ім'я Кашма'ель і Ша'удат, які теж носили титули «цариць набатеїв» і «сестер царя». У Раббеля II було троє або четверо дітей: Арета, Шукайлат (III), Ободат та, можливо, Маліку (III). Крім того, згадується Кашмен, син Ша'удат, місце якого в царській родині не цілком зрозуміло . Судячи по згадках Ободата в написах, ймовірно, спочатку саме він вважався спадкоємцем престолу, поки в 97/98 році згадки про нього не припинилися .